# Дераки (Дятловский район)
Дера́ки (бел. Дзяракі) — деревня в Даниловичском сельсовете Дятловского района Гродненской области Республики Беларусь. По переписи населения 2009 года в Дераках проживал 21 человек.

## История
В 1921—1939 годах Дераки находились в составе межвоенной Польской Республики. В 1923 году в Дераках было 11 дворов, 56 жителей. В сентябре 1939 года Дераки вошли в состав БССР.
В 1996 году Дераки входили в состав Торкачёвского сельсовета и колхоза «Беларусь». В деревне насчитывалось 27 хозяйств, проживали 39 человек.
13 июля 2007 года вместе с другими населёнными пунктами упразднённого Торкачёвского сельсовета Дераки были переданы в Даниловичский сельсовет.